# Будьки (Винницкая область)
Будьки́ (укр. Будьки) — село на Украине, находится в Жмеринском районе Винницкой области.
Код КОАТУУ — 0521086306. Население по переписи 2001 года составляет 622 человека. Почтовый индекс — 23162. Телефонный код — 4332.
Занимает площадь 2,193 км².
В селе действует храм Успения Пресвятой Богородицы Жмеринского благочиния Винницкой епархии Украинской православной церкви.

## Адрес местного совета
23161, Винницкая область, Жмеринский р-н, с. Тарасовка, ул. Шевченко, 17